# Liste der Schweizer Meister im Springreiten
Die Liste der Schweizer Meister im Springreiten listet alle Reiter und Pferde auf, die seit 1957 einen Schweizer Meistertitel im Springreiten gewannen.

## Schweizer Meister im Springreiten
| Jahr | Pferd             | Reiter                 |
| ---- | ----------------- | ---------------------- |
| 2021 | Ghost II          | Dominik Fuhrer         |
| 2020 | Courage           | Bryan Balsiger         |
| 2019 | Balou Rubin R     | Pius Schwizer          |
| 2018 | Clouzot de Lassus | Bryan Balsiger         |
| 2017 | Balou Rubin R     | Pius Schwizer          |
| 2016 | Chaplin II        | Martin Fuchs           |
| 2015 | Dandiego B Z      | Edwin Smits            |
| 2014 | Clooney III       | Martin Fuchs           |
| 2013 | Croesus           | Beat Mändli            |
| 2012 | Graciella II      | Janika Sprunger        |
| 2011 | Kepi de Valse     | Hansueli Sprunger      |
| 2010 | Touchable         | Claudia Gisler         |
| 2009 | Ulysse            | Pius Schwizer          |
| 2008 | Ferrari           | Steve Guerdat          |
| 2007 | Joly St-Hubert    | Nicole Scheller        |
| 2006 | Nirmette          | Markus Fuchs           |
| 2005 | Riot Gun          | Lesley McNaught        |
| 2004 | Oh Harry          | Beat Mändli            |
| 2003 | Riot Gun          | Beat Grandjean         |
| 2002 | Lorina II CH      | Daniel Etter           |
| 2001 | Zeno d’Or         | Jörg Röthlisberger     |
| 2000 | Cosima            | Markus Fuchs           |
| 1999 | El Padrino M      | Hansueli Sprunger      |
| 1998 | Litesso           | Beat Mändli            |
| 1997 | Royal Athlet      | Markus Hauri           |
| 1996 | Calvaro V         | Willi Melliger         |
| 1995 | Major AC Folien   | Thomas Fuchs           |
| 1994 | Adelfos AC Folien | Markus Fuchs           |
| 1993 | Dylano            | Thomas Fuchs           |
| 1992 | Lugana            | Stefan Lauber          |
| 1991 | M&C Pirol         | Lesley McNaught-Mändli |
| 1990 | Dylano            | Renata Fuchs           |
| 1989 | M&CH Shandor      | Markus Fuchs           |
| 1988 | MB Corso          | Willi Melliger         |
| 1987 | MB Corso          | Willi Melliger         |
| 1986 | El Lute           | Thomas Fuchs           |
| 1985 | Beethoven II      | Willi Melliger         |
| 1984 | Volvo a Lifetime  | Markus Fuchs           |
| 1983 | Van Gogh          | Willi Melliger         |
| 1982 | Jessica V         | Heidi Robbiani         |
| 1981 | Van Gogh          | Bruno Candrian         |
| 1980 | Sunrick II        | Jürg Notz              |
| 1979 | Harley            | Walter Gabathuler      |
| 1978 | Harley            | Walter Gabathuler      |
| 1977 | Harley            | Walter Gabathuler      |
| 1976 | Harley            | Walter Gabathuler      |
| 1975 | Butterfly III     | Walter Gabathuler      |
| 1974 | Rhonas-Boy        | Willi Melliger         |
| 1973 | Lady Seven        | Markus Fuchs           |
| 1972 | Abraxon           | Kurt Maeder            |
| 1971 | Jack Folly        | Francis Racine         |
| 1970 | Erbach            | Monica Bachmann        |
| 1969 | Wildfeuer         | Paul Weier             |
| 1968 | Junker            | Paul Weier             |
| 1967 | Satan III         | Paul Weier             |
| 1966 | Sandro            | Monica Bachmann        |
| 1965 | Apache            | Arthur Blickenstorfer  |
| 1964 | Satan III         | Paul Weier             |
| 1963 | Mahmud            | Alex von Erdey         |
| 1962 | Przeclaw          | Max Hauri              |
| 1961 | Aberdeen          | Paul Weier             |
| 1960 | Duroc             | Viktor Morf            |
| 1959 | Japhet            | Paul Weier             |
| 1958 | Blackcharme       | Samuel Bürki           |
| 1957 | Falko             | Werber Brenzikofer     |

Anmerkungen:
1. ↑  Der Meistertitel 2015 ging zunächst an Werner Muff mit Pollendr. Da im Urin des Pferdes jedoch Restspuren von Tramadol bzw. dessen Hauptmetabolit O-Desmethyltramadol gefunden wurden, wurde Muff der Titel nachträglich aberkannt.